# Monchiet
Monchiet település Franciaországban, Pas-de-Calais megyében. Lakosainak száma 104 fő (2022. január 1.). Monchiet Simencourt, Bailleulval, Basseux, Beaumetz-lès-Loges és Gouy-en-Artois községekkel határos.

## Népesség
A település népességének változása:
| Lakosok száma | 96   | 97   | 99   | 96   | 96   | 95   | 98   | 101  | 104  |
|               | 2013 | 2015 | 2016 | 2017 | 2018 | 2019 | 2020 | 2021 | 2022 |